# Hafiz Saleh Muhammad Alladin

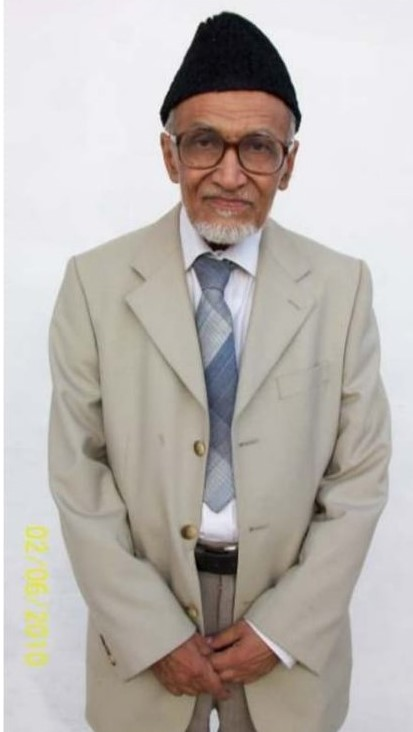
Hafiz Saleh Muhammad Alladin

Hafiz Saleh Muhammad Alladin (* 1931 in Hyderabad, Indien; † 20. März 2011 in Amritsar) war ein indischer Astronom.
Alladin erhielt 1963 den PhD an der University of Chicago. Er ging dann als Professor an die Osmania University in Hyderabad und wurde dort Direktor am Centre of Advanced Study in Astronomy. Mehr als 50 Papers wurden von ihm veröffentlicht, dabei war seine Arbeit zur Sonnenfinsternis 1894 besonders beachtet worden. Alladin war Mitglied vieler wissenschaftlicher Gesellschaften wie der Internationalen Astronomischen Union, Astronomical Society of India, Plasma Science Society of India, der Indian Association for General Relativity and Gravitation und der Indian Association of Physics Teachers.

## Auszeichnungen
- 1981: Meghnad Saha Award der UGC New Delhi
- 2000: Man of the Year des American Biographical Institute USA
- 2000: Outstanding People Medal
- 2003: International Biographical Centre Cambridge UK
- Bharat Excellence Award
- Friendship Forum of India
- 2006: 500 Great Leaders Diploma
- 2008: American Biographical Institute USA